# Oda Cinnamon Nobunaga
Oda Cinnamon Nobunaga (織田シナモン信長 Oda Shinamon Nobunaga?) es un manga escrito e ilustrado por Una Megurogawa. Ha sido serializado en la revista Gekkan Comic Zenon de Tokuma Shoten, así como en el sitio Web Comic Zenyon, desde junio de 2014, siendo recopilado en siete volúmenes tankōbon. Una adaptación al anime producida por Studio Signpost fue emitida en Japón entre el 10 de enero y el 27 de marzo de 2020.

## Sipnosis
El señor de la guerra Oda Nobunaga muere en Honnō-ji como en la historia del Japón feudal, y se reencarna en el Japón actual como un perro llamado Cinnamon. Otros señores de la guerra de la era de los Reinos Combatientes como Takeda Shingen eventualmente se unen a él, también como perros.

## Personajes
Oda "Cinnamon" Nobunaga (織田シナモン信長?)
Seiyū: Kenyū Horiuchi
El antiguo señor de Owari, Nobunaga fue traicionado por su subordinado, Akechi Mitsuhide, y en sus últimas palabras, le divertiría renacer como un perro. Su deseo por accidente termina volviéndose realidad cuando renace como un Shiba Inu de la casa Oda. Todavía está molesto por algunas representaciones modernas de él siendo un tonto literal en Honnoji. Debido a que su antiguo apodo era el "Loco de Owari", odia particularmente la mención de palabras como "tonto", "estúpido" o "idiota", así como fuego, ya que le recuerda a Honnōji. Todavía usa el arcaico "de aru" cuando habla.
Date "Boo" Masamune (伊達ブー政宗?)
Seiyū: Toshio Furukawa
Anteriormente el señor de Oshu, Masamune renació como un Bulldog francés. En el lugar de su parche hay una gran mancha negra alrededor de su ojo derecho, y la media luna en su casco ahora está colocada justo debajo de su cuello. Su dueño es fanático de un grupo de ídolos masculinos que lleva el nombre de sus diversas espadas y otros grupos y medios relacionados con Date. No está contento con el comportamiento frívolo de Yukimura debido a que los medios modernos los retratan a ambos como amigos y rivales. De todos los señores, Masamune es el más llevado al entorno moderno, especialmente con su entretenimiento.
Takeda "Lucky" Shingen (武田ラッキー信玄?)
Seiyū: Tesshō Genda
Un Pomerania que anteriormente fue el señor de Kai, su cola peluda es algo transferido del pelaje que rodea su casco. A menudo se encuentra con su rival, Kenshin, cerca de la casa Kawanakajima. Disfruta de su vida de perro ya que su pequeña estatura le permite ver bajo las faldas de las mujeres. En ocasiones, a menudo cita el Fūrinkazan.
Uesugi "Julian" Kenshin (上杉ジュリアン謙信?)
Seiyū: Tomokazu Sugita
El señor de Echigo y el rival de Shingen, Kenshin renació como un Borzoi. A menudo se queda mirando fijamente a Shingen cerca de la casa de la familia Kawanakajima. Sigue estando muy orgulloso de su legado y algunas de sus posesiones se conservan como tesoros culturales. Uno de sus principales arrepentimientos en su vida anterior es su abstinencia sexual debido a su crianza en un templo. Utiliza el tic verbal "-zoi" al final de las oraciones.
Imagawa "Gilbert" Yoshimoto (今川ギルバート義元?)
Seiyū: Takahiro Sakurai
El ex señor de Suruga, fue asesinado por Nobunaga durante la Batalla de Okehazama y renació como un Dachshund. No le guarda rencor a Nobunaga y se deja engañar por la vida mimada que tiene como perro. No le gustan sus representaciones modernas como un patán torpe debido a su pérdida final y muerte.
Kuroda "Charlie" Yoshitaka (黒田チャーリー官兵衛?)
Seiyū: Kazuhiko Inoue
Una vez que fue uno de los estrategas más temidos del período de los Reinos Combatientes, Kanbei se reencarnó como un Poodle. Sigue siendo un gran conocedor de los eventos y tendencias de la era moderna, pero puede ser bastante inteligente ante la perspectiva de tener estos conceptos en su época.
Sanada "Marutarō" Yukimura (真田マルタロウ幸村?)
Seiyū: Ken'ichi Suzumura
Un Corgi galés que antes era Sanada Yukimura, conocido por sus actos heroicos durante el asedio de Osaka. Le gusta burlarse de los señores mayores y feliz de estar vivo en comparación con el estilo de vida brutal que tenía, tiene la mala costumbre de reírse demasiado. Masamune notó que la personalidad de Yukimura era mucho más diferente en sus vidas anteriores, pero cambió drásticamente en la transición a ser un perro.
Ichiko Oda (尾田市子 Oda Ichiko?)
Seiyū: Akane Kumada
Dueño de Cinnamon, sin saber que es Nobunaga renacido. Su nombre es una referencia a la hermana de Nobunaga, Oichi. Ella se enamora de Mitsu a primera vista y confunde sus miradas con ella, sin darse cuenta de que están dirigidas a Nobunaga. Su familia y amigos la conocen por ser bastante glotona.
Hideto Mitsu (三津秀人役 Mitsu Hideto?)
Seiyū: Hiroki Nanami
Un hombre obsesionado con las caricias y con Cinnamon. Tiene un parecido sorprendente con Mitsuhide durante su vida pasada. El apodo de Mitsu también es Mitsuhide, y es conocido por su amor por la leche, hasta el punto en que no hace nada más que beber leche exclusivamente.
Matsunaga "Buu" Hisahide (松永ホイップ久秀?)
Seiyū: Ryūsei Nakao
El ex señor de Yamato, Hisahide derrocó a su anterior maestro, y finalmente se suicidó haciéndose estallar con teteras llenas de pólvora en desafío a Nobunaga. Hisahide se reencarnó como un chihuahua y se sabe que tiembla incontrolablemente y constantemente. Es un gran fanático de la música rock y es un cantante sorprendentemente bueno a pesar de estar loco. Al igual que Shingen, Hisahide es pervertido y usa su apariencia menuda para obtener ventajas sobre las chicas, lo que lleva a la competencia de Shingen.
Marie "Lily" Antoinette (マリー・リリィ・アントワネット?)
Seiyū: Maaya Sakamoto
La ex reina de Francia, en su vida anterior, fue asesinada y renació como una hembra Dachshund, que ahora está casada con Yoshimoto. Al igual que Yoshimoto, no está contenta con sus representaciones modernas que muestran que es más ignorante de lo que realmente es. Yoshimoto nota que Marie tiene un temperamento caliente y teme sacar a relucir sus relaciones en la vida anterior. A menudo hace referencias a la famosa cita, "Déjalos comer pastel".
Lis (Akechi Mitsuhide) (リス〈明智光秀〉?)
Seiyū: Miyu Irino
Lis era antes Mitsuhide, quien encontró su propio final poco después de Nobunaga. Se encuentra renacido como una ardilla bajo el cuidado de Mitsu, a quien le gustaba debido al parecido que tiene con su vida pasada y su amor por la leche. Teme que Nobunaga todavía lo escupe por la traición de Honnoji. Más tarde se revela que los asesinos de Nobunaga solo usaron su escudo de campanilla, pero el propio Mitsuhide no fue en realidad parte de la rebelión.
Ota Gyūichi (太田牛一 Gyūichi Ota?)
Seiyū: Jun Fukuyama
El escriba de Nobunaga, que estaba obsesionado con glorificar a su señor con todo tipo de hazañas ficticias como la destrucción de Hieiyama, que irónicamente condujo a la percepción cruel y demoníaca del señor. Primero renació como una vaca del rancho Ota, pero terminó siendo asesinado, y su carne llegó a Nobunaga y los otros señores. Nobunaga describió personalmente a Gyuichi como un acosador en sus vidas anteriores. Eventualmente se convierte en una mordaza corriente para él reencarnarse como un animal diferente, solo para morir una vez más.
Tokiyoshi "Seira" Honganji (本願寺世良 Honganji "Seira" Tokiyoshi?)
Seiyū: Jun'ichi Suwabe
El amigo de la infancia de Mitsu, a quien la familia Mitsu suele llamar para ayudar con las tareas del hogar de Mitsuhide. Su nombre es una referencia a los monjes Hongan-ji que resistieron amargamente a Nobunaga durante su ascenso al poder y Nobunaga se vuelve completamente agresivo contra Tokiyoshi.

## Contenido de la obra

### Anime
La serie de anime fue anunciada en el sexto volumen del manga el 19 de julio de 2019. La serie es animada por Studio Signpost y dirigida por Hidetoshi Takahashi, con guiones de Maruo Kyōzuka y diseño de personajes de Hisashi Kagawa. Akane Kumada  interpreta el tema de apertura de la serie Sunny Sunny Girl ◎, mientras que Kenyu Horiuchi y Toshio Furukawa interpretan el tema de cierre Cinnamon-tachi. Fue emitida entre el 10 de enero y el 27 de marzo de 2020 en TV Tokyo, TV Osaka y TVA.